# Verdades verdaderas
Verdades verdaderas, també coneguda com Verdades verdaderas, la vida de Estela, és una pel·lícula argentina biogràfica-històrica de 2011 dirigida per Nicolás Gil Lavedra (en la seva òpera preval) i basada en la vida de la docent, activista pels drets humans i presidenta de Àvies de la Plaza de Mayo, Estela de Carlotto. És protagonitzada per Susú Pecoraro, Alejandro Awada, Rita Cortese, Laura Novoa, Inés Efron i Fernán Miras.
El film narra la història de Carlotto durant el fosc període de l'última dictadura cívico-militar argentina (1976-1983). Gairebé tres anys després de la realització de la pel·lícula, el dimarts 5 d'agost de 2014, Estela Barnes de Carlotto finalment va trobar al seu net Guido Montoya Carlotto, qui va ser segrestat durant l'última dictadura -després d'assassinar i desaparèixer als seus pares- i lliurat a una família adoptiva. Guido es va convertir en el net N° 114 recuperat mitjançant l'accionar de les Àvies de Plaza de Maig.

## Context històric
«La memòria serveix per a no tornar a cometre els mateixos errors, s'han d'enfrontar els fets tràgics perquè només així podrem transformar el dolor en acció reparadora».
En 1976, un Cop d'estat de les Forces Armades va desallotjar al Govern constitucional argentí, i una política de terror i avassallament dels drets humans es va instal·lar en el poder. En pocs anys, aquesta política va desembocar en una espiral de violència oculta i silenciosa que va assassinar 30.000 ciutadans de tota edat i condició social. Els van anomenar desapareguts, i hi havia entre ells petits de poca edat i criatures en procés de gestació que van veure la llum en les presons de la dictadura militar i que van ser robats pels seus mateixos segrestadors que els van anotar com a fills propis.
Conta de la transformació al llarg de la seva vida, la cerca d'una esposa, la cerca d'una mare, la cerca d'una àvia, la lluita pels ideals de justícia, la lluita per la reconciliació, la lluita pels retrobaments.
La vida d'Estela, travessant el dolor, pot ser un exemple per a qualsevol persona que va sofrir una pèrdua, no sols perdudes familiars per la dictadura militar, sinó qualsevol tipus de pèrdua injusta.

## Repartiment
- Susú Pecoraro... Estela de Carlotto
- Alejandro Awada... Guido Carlotto
- Laura Novoa... Claudia Carlotto
- Fernán Mirás... Kibo Carlotto
- Inés Efrón... Laura Carlotto
- Carlos Portaluppi... Abel
- Guadalupe Docampo... Claudia Carlotto (jove)
- Guido Botto Fiora... Kibo (jove)
- Martín Salazar ... Remo
- Nicolás Condito... Remo (jove)
- Elcida Villagra
- Rita Cortese
- Flora Ferrari
- Alexia Moyano... Exiliada

## Festivals en els quals va participar
- 20 mo. Festival Biarritz Amérique Latine, França.

Competència Oficial - setembre de 2011
- 56 Seminci, Setmana Internacional de Cinema de Valladolid, Espanya.

Competència Oficial - octubre de 2011
- 26è Festival Internacional de Cinema de Mar del Plata, l'Argentina.

Competència Argentina - novembre de 2011
- 33è Festival Internacional del Nou Cinema Llatinoamericà de l'Havana, Cuba.

Projecció Especial - desembre de 2011
- 23 rd. Palm Spring International Film Festival, els Estats Units.

World Cinema, gener de 2012
- 28 Festival International du Film d'Amour de Mons, Bèlgica.

Lumières d'Ailleurs, febrer de 2012
- Els Reflets du Cinema Iberique & Llatí-Americain, França, març de 2012.
- Rencontres Cinema d´Amerique Latine de Tolosa, França.

Panorama - març de 2012

## Premis
- 23è Festival Internacional de Cinema de Viña del Mar, Xile. Competència Oficial - Guanyadora del premi a Millor Actriu Protagonista - novembre de 2011
- XVIII Mostra de Cinema Llatinoamericà de Catalunya - Competència Oficial - Esment Especial del Jurat per a Susú Pecoraro – Premi del Públic, març de 2012[3]
- 2n Festival Internacional de Cinema Polític, l'Argentina. Competència Argentina, març de 2012
- 7è Muscat International Film Festival, Oman - Competència Oficial – Guanyadora del Bronze Kandhar a la Millor Pel·lícula, març de 2012
- Premi SIGNIS-WACC 2012 de Drets Humans, el Canadà.